# Elaphoidella apostolovi
Elaphoidella apostolovi is een eenoogkreeftjessoort uit de familie van de Canthocamptidae. De wetenschappelijke naam van de soort is voor het eerst geldig gepubliceerd in 2007 door Wells.